# Ирена Нидерландская
Ирена Нидерландская ((нидерл. Irene, Prinses der Nederlanden) при рождении Ирена Эмма Елизавета Нидерландская (нидерл. Irene Emma Elisabeth der Nederlanden) род. 5 августа 1939, Дворец Сустдейк, Барн, Нидерланды) — нидерландская принцесса, вторая дочь королевы Нидерландов Юлианы и Бернарда Липпе-Бистерфельдского, сестра экс-королевы Беатрикс, титулярная герцогиня Пармская в 1977—1984 годах, супруга герцога Карлоса Уго Пармского, тетя нынешнего короля Нидерландов Виллема Александра.

## Детство и юность

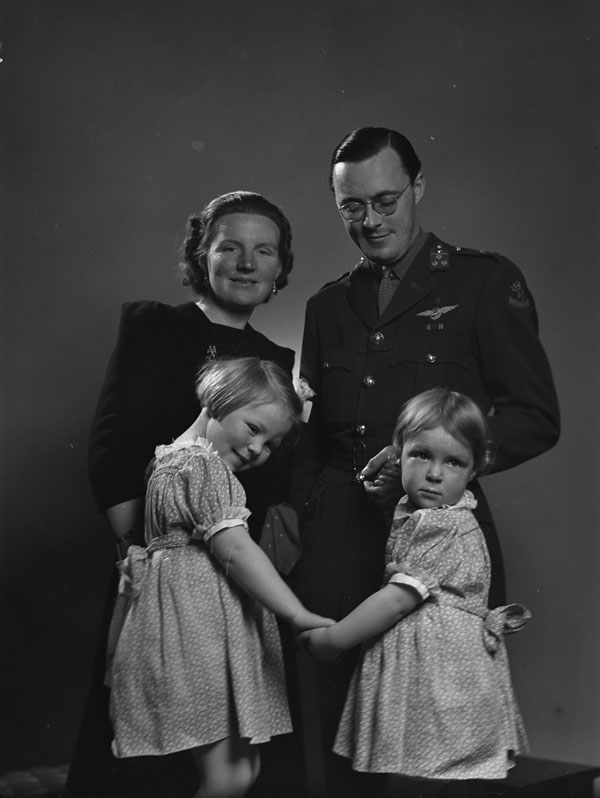
Принцесса Ирена (справа) вместе с сестрой Беатрикс и родителями в Оттаве.

Принцесса Ирена родилась 5 августа 1939 года во дворце Сустдейк. Её родителями были принцесса Оранская Юлиана (1909—2004) (с 1948 года — королева Нидерландов) и её супруг принц Бернард Липпе-Бистерфельдский (1911—2004). Ирена стала второй дочерью в семье после Беатрикс (королева Нидерландов в 1980—2013 годах). Матери тогда исполнилось 30 лет. Когда принцесса родилась, начала назревать Вторая мировая война и родители решили назвать свою вторую дочь в честь греческой богини мира Ирены. При рождении ей было дано имя Ирена Эмма Елизавета с титулом «Её Королевское Высочество принцесса Нидерландская, принцесса Оранско-Нассауская», а от отца имела титул «принцессы Липпе-Бистерфельдской». Ирене не исполнилось и года, когда её семья была вынуждена покинуть родную страну в связи с вторжением фашистов. Они переехали в Великобританию. Когда королевская семья садилась на британский корабль в голландском порту, порт был атакован немецкой авиацией и одна из бомб разорвалась в 200 метрах от королевской семьи. Крещение Ирены прошло в Лондоне, а её крестной матерью стала британская королева Елизавета.
7 сентября 1940 года начался Лондонский блиц — бомбардировка столицы Великобритании немецкой авиацией на протяжении 57 ночей. Королевская семья в этот момент решила разделиться: наследная принцесса Юлиана вместе с дочерьми выехала в Оттаву (Канада), в то время как королева Вильгельмина и её зять принц Бернард вернулись в Нидерланды.
В Канаде принцесса Юлиана вместе с дочками поселилась на вилле Сторноуэй. В январе 1943 года родилась третья дочь — Маргарита (Маргрит) Франциска. В том же году Юлиану и дочерей навещают Вильгельмина и Бернард. Там же, в Канаде принцесса Ирена пошла в школу. В 1945 году Юлиана вместе с дочерьми вернулась в Нидерланды. В феврале 1947 года на свет появилась последняя сестра принцессы Мария Кристина, родившаяся почти слепой. В следующем году Юлиана, после отречения матери, стала царствующей королевой Нидерландов. Ещё когда принцесса была подростком, нидерландская пресса называла её «гламурная принцесса Нидерландов». Она росла достаточно независимым ребенком. Во время Второй мировой войны одно из подразделения нидерландской армии — Королевская мотострелковая бригада была названа в честь принцессы.
В юности Ирена мечтала получить в подарок от отца гоночный автомобиль. Принц Бернард исполнил желание дочери. Однако, подняв капот автомобиля, Ирене пришлось испытать горькое разочарование — гоночным он был только снаружи, внутри у него был двигатель обычного автомобиля. Принцесса была сильно разочарована и пыталась уговорить отца купить настоящий гоночный автомобиль, но он был непреклонен и принцессе пришлось смириться.
В мае 1962 года, когда Ирене было 23 года, она стала одной из подружек на свадьбе испанского инфанта Хуана Карлоса и принцессы Софии Греческой. Образование она получала сначала университете Утрехта, а затем уехала в Мадрид, где изучала испанский язык и стала впоследствии профессиональным переводчиком.

## Знакомство с будущем мужем

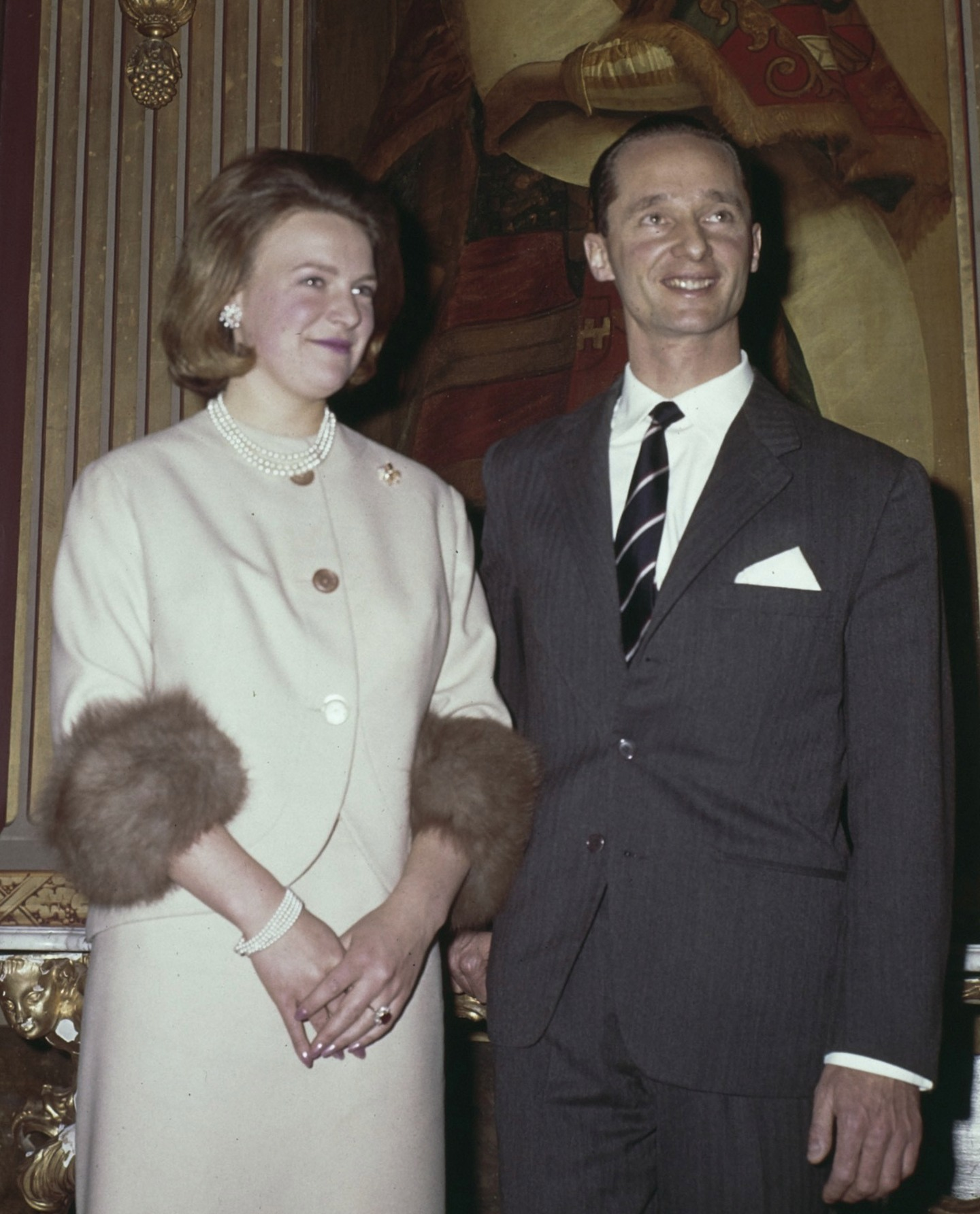
Принцесса Ирена вместе с Карлосом Уго в 1964 году.

Во время учебы в Испании Ирена встретила принца Карлоса Уго Бурбон-Пармского, старшего сына одного из претендентов на испанский престол герцога Пармского Ксавера и Мадлен де Бурбон. Между ними начался роман. В 1963 году Ирена тайно перешла из протестантизма в католичество. Её мать королева Юлиана узнала о поступке дочери совершенно случайно, увидев в голландской газете «Амстердам» фото дочери, причащающейся на католической мессе. Новость о поступке принцессы спровоцировала конституционный кризис в Нидерландах и возмущение со стороны протестантов. Когда Ирена собиралась отправиться из Амстердама в Париж к герцогу Карлосу Уго, в авиакомпанию KLM (Koninklijke Luchtvaart Maatschappij — Королевские Голландские Авиалинии) поступил анонимный звонок, сказав: «Вы должны проверить самолет». Служба аэропорта приняла этот звонок как террористическую угрозу, был проведен тщательный осмотр самолета, и рейс задержали на час.
Королева Юлиана решительно выступила против брака, отправив в Мадрид своих служащих, чтобы те убедили дочь не вступать в брак с католиком. Она считала, что этот брак сильно скажется на голландской монархии и приведет к кризису в стране. После того, как служащие вылетели в Мадрид, королева по радио сообщила, что её дочь расторгла помолвку и в скором времени вернется в Нидерланды.
Спустя несколько дней королева и принц Бернард выехали в аэропорт Схипхол, что бы встретить служащих вместе с принцессой, однако её на борту не оказалось. Родители Ирены получили в своё распоряжение военный самолет и хотели выехать в Мадрид, но их вылету помещало правительство, заявив, что массово уйдёт в отставку, если королева уедет в Мадрид. Принц Бернард позже все-таки выехал в Испанию, где повстречался с Иреной и её женихом. Через несколько недель Ирена и Карлос Уго сами приехали в Нидерланды, где встретились с премьер-министром королевства Виктором Майрененом и кабинетом министров. В аэропорту их встречали королева, принц-консорт Бернард и сестры принцессы. Супруги прибыли в сопровождении сестры Карлоса Уго принцессы Сесилии. 

## Свадьба и дети
Утром 9 февраля 1964 года по радио было объявлено, что принцесса Ирена отказывается от права наследования нидерландского престола ради брака с принцем Карлосом Уго Бурбон-Пармском. 29 апреля 1964 года в базилике Санта-Мария-Маджоре в Риме состоялось венчание 34-летнего Карлоса Уго и 25-летней Ирены. На церемонии не присутствовал никто из королевской семьи Нидерландов или голландского правительства. Венчание проводил кардинал Джоббе. Среди почетных гостей на свадьбе присутствовала австрийская императрица Цита, в честь которой была названа внучка Карлоса Уго и Ирены, родившая спустя 50 лет. Родители и сестры Ирены собрались в доме её бабушки со стороны отца принцессы Армгард Липпе, бывшей также католичкой, и наблюдали за свадьбой по телевизору. Юлиана поговорила с дочерью по телефону, прежде чем та поехала в базилику. Члены королевских семей Норвегии, Дании, Швеции и Греции отказались посещать свадьбу из-за уважения к принцессе Софии (она была супругой другого претендента на испанский трон — инфанта Хуана Карлоса). Базилика в день свадьбы была украшена белыми розами и белыми лилиями. 

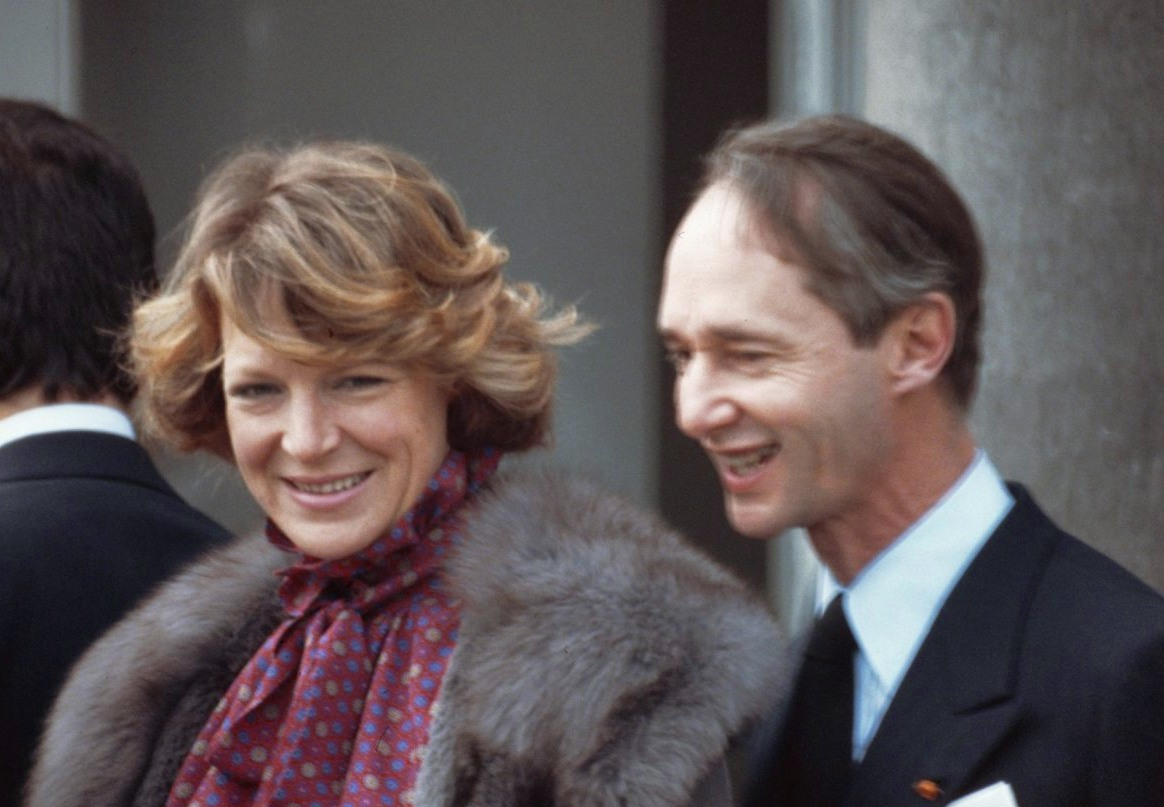
Карлос Уго и Ирена в 1978 году.

После свадьбы Ирена была исключена из членов королевской семьи и королевского дома Нидерландов, потеряв право на престол за себя и своих потомков и получив титул принцессы Бурбон-Пармской. После венчания супруги отправились в Ватикан, где встретились с Папой Римским Павлом VI. Они общались на протяжении 3 часов и получили в подарок от Его Святейшества золотой медальон и распятие, украшенное драгоценными камнями. После этого состоялся праздничный банкет на 2000 человек. Ирена и Карлос Уго всегда присутствовали на важных семейных мероприятиях в Нидерландах, а также отдыхали вместе с королевской семьей в Италии.
В браке родилось четверо детей:
- Карлос Ксавер Бернарндо Сиксто Мария (род. 1970) — с 2010 года титулярный герцог Бурбон-Пармский, в браке (с 2010) с Аннемари Гуалтери ван Визл, имеют троих детей. Также принц Карлос имеет внебрачного сына 1997 года рождения;
- Маргарита Мария Беатрис (род. 1972) — графиня Колорно, замужем (с 2008 года) за Тьяллингом тен Кейтом, двое дочерей;
- Хайме Бернарндо (род. 1972) — близнец Маргариты, герцог Сан-Хайме, женат (с 2013 года) на Виктории Червеняк, двое дочерей;
- Мария Каролина (род. 1974) — маркиза Сала, замужем (с 2012 года) за Альбертом Бреннинкмейкером, дочь и сын.

## Последующая жизнь
Супруги прожили вместе 17 лет. В мае 1981 года они развелись. За год до официального развода Ирена с детьми вернулась в Нидерланды. Карлос Уго умер от рака в августе 2010 года. С 1981 года Ирена проживала в доме, находящегося напротив королевского дворца, занимаясь в основном домашними делами и заботой о детях. В 1983 и 1985 годах она публично выступала против размещения ракет НАТО на антиядерном митинге в Гааге, отправив по этому поводу письмо в газету De Volkskrant. В 1995 году она написала книгу о своей любви к природе — «Диалог с природой». В этой книге изложена личная позиция принцессы по отношению к природе, её философия, о том, что люди отделились от природы.
В 1999 году Ирена приобрела ферму в Нью-Бетесда, Южная Африка. Является основателем NatureWise — организации, занимающейся привлечением детей к природе. Ирена — член клуба Будапешта — международной организации, занимающейся сбором культурных ценностей человечества и популяризации их в обществе. Одним из последних публичных появлений принцессы стала инаугурация её племянника короля Виллема Александра, где она появилась в сопровождении сына Хайме.

## Титулы
- 5 августа 1939 — 29 апреля 1964: Её Королевское Высочество Принцесса Нидерландская, принцесса Оранско-Нассауская, принцесса Липпе-Бистерфельдская
- 29 апреля 1964 — 7 мая 1977: Её Королевское Высочество Принцесса Бурбон-Пармская, принцесса Нидерландская, принцесса Оранско-Нассауская, принцесса Липпе-Бистерфельдская
- 7 мая 1977 — 8 августа 1981: Её Королевское Высочество Герцогиня Бурбон-Пармская, Принцесса Нидерландская, принцесса Оранско-Нассауская, принцесса Липпе-Бистерфельдская
- 8 августа 1981 — наст. время: Её Королевское Высочество Принцесса Нидерландская, принцесса Оранско-Нассауская, принцесса Липпе-Бистерфельдская

В период, когда принцесса была замуж за герцогом Карлосом Уго, у карлистов считалась Герцогиней Мадридской.

## Награды

### Национальные награды
- — Рыцарь Ордена Нидерландского льва;
- — Рыцарь Ордена Золотого льва Нассау
- — Коронационная медаль королевы Юлианы 1948 года;
- — Коронационная медаль королевы Беатрикс 1980 года;
- — Памятная медаль «Бракосочетание Виллема-Александра и Максимы Соррегьета»;
- — Коронационная медаль короля Виллема-Александра 2013 года.

### Иностранные награды
- — Большой крест I степени — с золотой звездой «За заслуги перед Австрийской Республикой»;
- — Кавалер Большого креста Ордена Леопольда I;
- — Орден Плеяд 2-го класса;
- — Офицер Ордена Ацтекского орла;
- — Большой крест Ордена солнца Перу;
- — Большой крест Ордена Чула Чом Клау;